# Iso Hongistonjärvi
Iso Hongistonjärvi eller Hongistonjärvi är en sjö i Finland. Den ligger i kommunen Toholampi i landskapet Mellersta Österbotten, i den centrala delen av landet, 400 km norr om huvudstaden Helsingfors. Iso Hongistonjärvi ligger 119,5 meter över havet. Arean är 81,7 hektar och strandlinjen är 4,93 kilometer lång. Sjön  ingår i Perho å huvudavrinningsområde.   I omgivningarna runt Iso Hongistonjärvi växer i huvudsak blandskog.